# Ceratina polita
Ceratina polita är en biart som beskrevs av Heinrich Friese 1902. Ceratina polita ingår i släktet märgbin, och familjen långtungebin. Inga underarter finns listade i Catalogue of Life.